# Фрегона
Фрегона, Фреґона (італ. Fregona, вен. Fregona) — муніципалітет в Італії, у регіоні Венето, провінція Тревізо.
Фрегона розташована на відстані близько 460 км на північ від Рима, 65 км на північ від Венеції, 38 км на північ від Тревізо.
Населення — 3051 особа (2014).
Щорічний фестиваль відбувається 11 листопада. Покровитель — святий Мартин.

## Демографія
Населення за роками:

Станом на 1 січня 2023 року в муніципалітеті офіційно проживало 146 іноземців з 30 країн, серед них 49 громадян країн Євросоюзу та 14 громадян України.

## Сусідні муніципалітети
- Канева
- Каппелла-Маджоре
- Кордіньяно
- Альпаго
- Сармеде
- Тамбре
- Вітторіо-Венето